# El Hatillo (Sucre)
Pour les articles homonymes, voir Hatillo.
El Hatillo est la capitale de la paroisse civile de Sucre de la municipalité de Fernando de Peñalver dans l'Anzoátegui au Venezuela. Située sur le cordon littoral qui la sépare de la lagune d'Unare, elle est l'une des stations balnéaires du pays sur l'océan Atlantique.